# بوبي إيدن
بوبي إيدن (ولدت في 4 يناير 1980 في لاهاي، جنوب هولندا، هولندا) هي ممثلة إباحية هولندية وعارضة مجلات دولية.
بوبي إيدن كانت الوصيفة في لقب «عارضة السنة» في مجلة بنتهاوس (Penthouse) الهولندية. وظَهرت أيضاً في مجلات أخرى ومنها «كلوب»، «من أونلي»، و«سوهو».
ظهرت مع الدي جي الهولندي فيري كورستين في فيديو لأغنية "Watch Out".
إيدن كتبت أعمدة لمجلات باسي (Passie)، كليك (Chick) وبانوراما (Panorama).
خلال كأس العالم 2010، إيدن جذبت اهتمام وسائل الإعلام بعد إعلانها في 28 يونيو عبر موقع تويتر أنها تعد بتقديم جنس فموي لكل متتبعيها عبر موقع تويتر إذا فاز منتخب هولندا بكأس العالم. وهذا الوعد أدى لزيادة كبيرة في عدد متتبعيها.

## الجوائز
- أفضل ممثلة أوربية في عام 2003[6]
- جائزة X الأوربية لأفضل ممثلة عام 2004 [7]

## وصلات خارجية
- بوبي إيدن على موقع IMDb (الإنجليزية)
- بوبي إيدن على موقع قاعدة بيانات الفيلم (الإنجليزية)
- بوبي إيدن على موقع كينوبويسك (الروسية)

- الموقع الرسمي
- بوبي إيدن على قاعدة بيانات الأفلام الإباحية على الإنترنت